# Worldometer
- Este artigo foi inicialmente traduzido, total ou parcialmente, do artigo da Wikipédia em inglês cujo título é «Worldometer».| Worldometer         | Worldometer           |
| ------------------- | --------------------- |
|                     |                       |
| Nomes anteriores    | Worldometers          |
| Fundador(es)        | Andrey Alimetov       |
| País de origem      | Estados Unidos        |
| Endereço eletrônico | www.worldometers.info |Worldometer, anteriormente chamado Worldometers, é um site de referência que fornece contagem e estatísticas em tempo real sobre diversas áreas. Ele pertence e é operado por uma empresa de dados Dadax que gera receita por meio de publicidade online.[1][2][3][4][5]

Está disponível em 31 idiomas e abrange assuntos como governo, população mundial, economia, sociedade, mídia, meio ambiente, alimentos, energia e saúde.

## História
O site foi fundado em 2003 por Andrey Alimetov, um imigrante russo que mora nos Estados Unidos, e em 2011 foi eleito como um dos melhores sites de referência gratuita pela American Library Association.
De acordo com a Axios, o site foi o 28º site mais visitado do mundo em abril de 2020, meses depois de começar a mostrar estatísticas sobre a pandemia de covid-19, sendo 25,8% dos visitantes oriundos dos Estados Unidos; 8,67% da Índia;  6,6% do Reino Unido; 5,8% do Canadá e 3,13% da Alemanha.

### Mudança de nome
O site mudou seu nome de "Worldometers" para "Worldometer" em janeiro de 2020 e anunciou que migraria para um domínio com seu nome no singular [o que em fevereiro de 2022 ainda não tinha acontecido, sendo seu domínio worldometers.info].

### Pandemia de covid-19
No início de 2020, o site ganhou popularidade devido à pandemia de covid-19. Meses depois, em março, sofreu um ataque cibernético do tipo DDoS, o que resultou na exibição de informações incorretas por aproximadamente 20 minutos, entre as quais um dramático aumento de casos de covid-19 no Vaticano, o que causou pânico entre alguns usuários nas mídias sociais.
O governo espanhol usou seus números para afirmar que realizou mais testes do que todos os outros países, exceto quatro. Os números da pandemia de covid-19 da Worldometers também foram citados pelo Financial Times, The New York Times, The Washington Post, CNN e Rede Globo.

## Controvérsias
O Worldometer enfrentou críticas sobre a falta de transparência de propriedade, falta de citações das fontes de dados e falta de confiabilidade de suas estatísticas sobre a covid-19. Edouard Mathieu, gerente de dados do Our World in Data, afirmou que "seu foco principal parece ser ter o número mais recente [de casos de covid-19] de onde quer que venha, seja confiável ou não, seja de boa origem ou não".
Virginia Pitzer, epidemiologista da Universidade de Yale, disse que o site é "legítimo", mas falho, inconsistente e contendo erros.

### Na Wikipédia
Em abril de 2020, os editores da Wikipédia em inglês decidiram que os dados sobre a covid-19 do Worldometer geralmente não são confiáveis e não devem ser citados em nenhuma página relacionada à pandemia.

## Na imprensa
Dados do Worldometer são constantemente usado pela imprensa mundial, incluindo:
- Poluição causa mais mortes que Covid e ação é urgente, diz especialista da ONU, G1
- Países europeus atualizam restrições durante 4ª onda da covid e cepa ômicron, Poder 360
- Pollution causing more deaths than COVID, action needed, says U.N. expert, Reuters